# 斯普利特犹太会堂

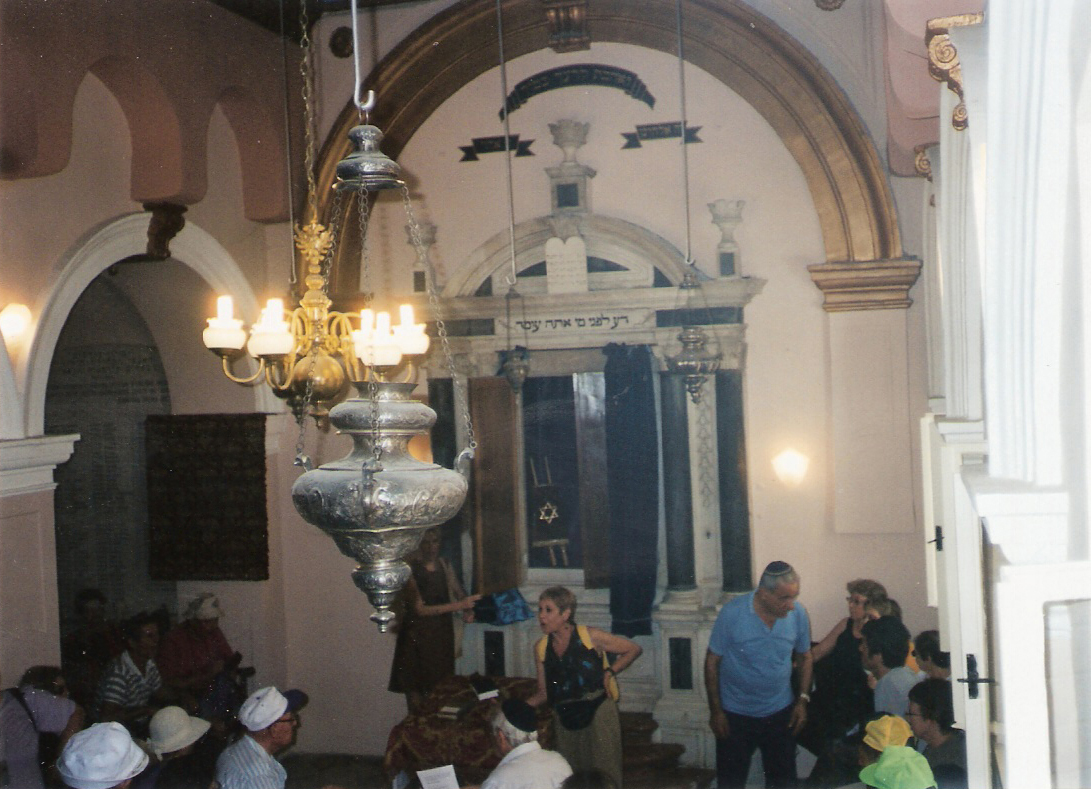

斯普利特犹太会堂（Splitska sinagoga）是克罗地亚斯普利特的一座犹太会堂。它位于犹太巷1号，紧邻戴克里先宫的西墙。
该会堂建于16世纪，是仍在使用的欧洲最古老的犹太会堂之一。当时此处是斯普利特的犹太人区（隔都）。其最神圣的圣约柜设于戴克里先宫的西墙内。朝向耶路撒冷。古典主义风格，以黑色和白色大理石建造。。
斯普利特犹太会堂已列为文化遗产加以保护。